# Етна (митологија)
Етна (грч. Αιτνα) је у грчкој митологији била нимфа.

## Митологија
Етна је била божанство вулкана Етне на Сицилији у јужној Италији, према којој је сама планина добила назив. За планину се веровало да је место где су Хефест и киклопи правили муње за Зевса. Гиганти Тифон или Енкелад су били раскомадани и сахрањени испод ње, где су њихови немирни остаци и даље изазивали потресе и изливања ужарене лаве. Етнини родитељи су били, према Алкиму, или Уран и Геја или јој је отац био Бријареј. Према Сервију, она је са Зевсом или Хефестом имала синове Палице, богове гејзира. О Етни су писали и Симонид са Кеја и Пиндар. Према Симониду, Етна је арбитрирала у спору Хефеста и Деметре око превласти над Сицилијом.